# Арвіат
Арвіат (інуктитут ᐊᕐᕕᐊᑦ, англ. Arviat, до 1 червня 1989 року мало назву Eskimo Point) — село у Канаді, у регіоні Ківаллік, території Нунавут, населене переважно ескімосами. Населення становить 2 318 осіб. У селі є аеропорт.

## Географія
Арвіат, що лежить на західному березі Гудзонової затоки, є найпівденнішим населеним пунктом території Нунавут.

### Клімат
Місто знаходиться в зоні, що характеризується континентальним субарктичним кліматом. Найтепліший місяць — липень із середньою температурою 11,1 °C. Найхолодніший місяць — січень із середньою температурою -29,3 °С.
| Клімат Арвіата          | Клімат Арвіата | Клімат Арвіата | Клімат Арвіата | Клімат Арвіата | Клімат Арвіата | Клімат Арвіата | Клімат Арвіата | Клімат Арвіата | Клімат Арвіата | Клімат Арвіата | Клімат Арвіата | Клімат Арвіата | Клімат Арвіата |
| Показник                | Січ.           | Лют.           | Бер.           | Квіт.          | Трав.          | Черв.          | Лип.           | Серп.          | Вер.           | Жовт.          | Лист.          | Груд.          | Рік            |
| Абсолютний максимум, °C | −1,5           | −1,5           | 3,5            | 4              | 14,5           | 25,5           | 33,9           | 30             | 23             | 13             | 1,5            | −1,5           | 33,9           |
| Середній максимум, °C   | −25,4          | −24,2          | −18            | −9,1           | −1,2           | 7,7            | 15,1           | 14,2           | 7,3            | −1             | −12            | −20,3          | −5,6           |
| Середня температура, °C | −29,3          | −28,3          | −22,8          | −14            | −4,3           | 4,4            | 11,1           | 10,8           | 4,8            | −3,6           | −16,1          | −24,1          | −9,3           |
| Середній мінімум, °C    | −33,1          | −32,4          | −27,5          | −18,7          | −7,4           | 1              | 7              | 7,3            | 2,2            | −6,2           | −20,1          | −27,9          | −13            |
| Абсолютний мінімум, °C  | −48,3          | −47            | −41,5          | −36,7          | −26,7          | −11            | −4             | −0,6           | −8,3           | −26            | −34            | −42,5          | −48,3          |
| Норма опадів, мм        | 10.1           | 6.6            | 11.4           | 12.5           | 18.2           | 29.6           | 36.7           | 56             | 44             | 24.5           | 18.6           | 18.3           | 286.5          |
| ----------------------- | -------------- | -------------- | -------------- | -------------- | -------------- | -------------- | -------------- | -------------- | -------------- | -------------- | -------------- | -------------- | -------------- |
| Джерело: Weatherbase    |                |                |                |                |                |                |                |                |                |                |                |                |                |

## Назва
Назва села у перекладі з мови ескімосів означає "китове місце", від основи arviq — гренландський кит. Назва села пов'язана з островом Арвіажуак, або Сентрі (інуктитут Arvia'juaq) , який розташований біля місця традиційного проживання ескімосів і за формою нагадує кита. До 1989 року село називалося Ескімо-Пойнт.

## Історія
Представники давньоескімоської культури туле проживали у цих місцях приблизно ще 1100 року н. е.
Згодом ці території зайняли групи інуітів пааллірміут (англ. Paallirmiut). Тут у них були літні табори для полювання на тюленів, моржів та китів.
1921 року на місці сучасного села Арвіат Компанією Гудзонової затоки було засновано факторію для торгівлі з місцевими ескімосами, які своєю чергою почали переносити свої табори з традиційних місць таборування до місць біля цієї факторії. Тут ескімоси продавали компанії хутро, переважно песців.
1924 року Католицька церква заснувала тут свою місію. Місію Англіканської церкви було засновано 1926 року місіонерами Дональдом Маршем і його дружиною Вініфред з Англії. Їхні книжки, зокрема “Луна з замерзлого краю”, змальовують насичені барвами картину навколо сучасного Арвіку у ранній період засвоєння цих територій європейцями. Згодом Д. Марш став єпископом Єпархії англіканської церкви в Арктиці.
1957 року урядом у село були переселені ескімоси групи аярміут. Ця група має доволі трагічну історію. До приходу європейців вони проживали далеко від берегів Гудзонової затоки та жили відносно ізольовано від інших ескімосів. Наприкінці XIX століття кількість ескімосів групи аярміут становила, за їхніми власними переказами, сповіщеними Фарлі Моватсу у 1940-х роках, 7000 осіб. Традиційним заняттям для них було полювання на оленя карібу, що мігрує. З переходом від традиційних занять до полювання на хутрового звіряти для продажу європейцям, цю групу спіткали численні проблеми. Спочатку це були хвороби, занесені європейцями, а згодом, коли занепала торгівля хутром, ще й масовий голод. У 1950-х роках їх залишилося лише кілька десятків чоловік. У 1950-х роках ескімоси аярміут були переселені з берегів озера Еннадай на берег Гудзонової затоки у село Арвіат.

## Населення

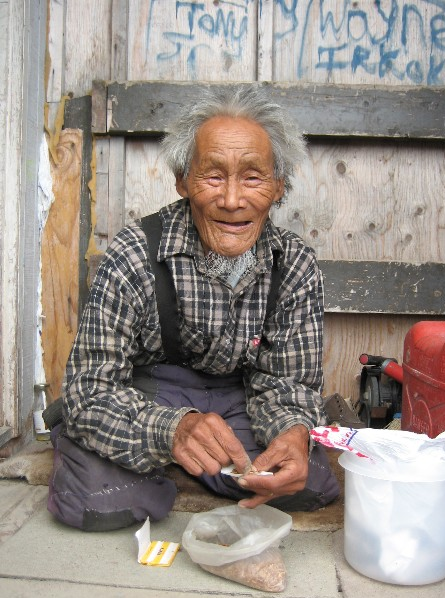
Житель села Арвіат.

Населення села Арвіат за переписом 2011 року становить 2318 людей і для нього характерним є зростання у період від переписів 2001 й 2006 років: 
- 2001 рік - 1899 осіб [6]

- 2006 рік - 2060 осіб [6]

- 2011 рік - 2318 осіб.[1]

Більшість населення села складають інуіти двох різних груп — пааллірміут, які є корінними для цих місць, та чисельно менші аярміут, які були переселені сюди у 1950-х роках. Між цими двома групами ескімосів зберігаються значні відмінності у мові, способах полювання, способах пошиття традиційного народного одягу тощо. Менші етнічні групи у населенні села складають англоканадці та франкоканадці.
Дані про національний склад населення, рідну мову й використання мов у селі Арвіат, отримані під час перепису 2011 року, будуть оприлюднені 24 жовтня 2012 року. Перепис 2006 року дає такі дані:
- корінні жителі - 1915 осіб,
- некорінні - 140 осіб.

| Мова              | Кількість населення, осіб |
| Тільки англійська | 135                       |
| Тільки французька | 10                        |
| Інша мова (мови)  | 1915                      |

| Мова                                          | Кількість населення, осіб |
| Тільки англійська                             | 1670                      |
| Тільки французька                             | 0                         |
| Французька і англійська                       | 35                        |
| Не володіють ані англійською, ані французькою | 335                       |

| Мова                         | Кількість населення, осіб |
| Англійська                   | 215                       |
| Французька                   | 0                         |
| Неофіційна мова              | 1825                      |
| Англійська і неофіційна мови | 15                        |

| Мова                         | Кількість населення, осіб |
| Англійська                   | 290                       |
| Неофіційна мова              | 370                       |
| Англійська і неофіційна мови | 30                        |

## Рекомендована література
- Inuit songs from Eskimo Point / collected, transcribed, transliterated, and translated by Ramon Pelinski, Luke Suluk, [and] Lucy Amarook. Ottawa : National Museums of Canada, 1979. Збірка інуітських (ескімоських) пісень, зібраних у селі Арвіат.

| Канада | Це незавершена стаття з географії Канади. Ви можете допомогти проєкту, виправивши або дописавши її. |